# La Barra (l'Estany)
La Barra és una muntanya de 965,3 metres d'altitud del terme municipal de l'Estany, a la comarca del Moianès.

La Barra, respecte del terme de l'Estany

Està situada al sector central del terme, a llevant del nucli urbà de l'Estany. És al nord del Serrat de l'Horabona i al sud de la Serreta i del Coll Sobirà.